# Dichaea hamata
Dichaea hamata là một loài thực vật có hoa trong họ Lan. Loài này được Rolfe ex Stapf mô tả khoa học đầu tiên năm 1895.